# Director de recursos humanos
Los directores de recursos humanos ( 'CHRO' ) supervisan toda la gestión relacionada con el equipo humano de una organización (enlace roto disponible en Internet Archive; véase el historial, la primera versión y la última)., así como las operaciones de sus relaciones industriales. Su función es la de encontrar y contratar el personal más adecuado y gestionarlos para que su función se realice de la forma más efectiva posible. Esto se puede hacer con formación, desarrollo, ocupándose de su salud, seguridad o salarios, además de programas de beneficios y prever las necesidades futuras de contratación.
Algunos títulos de trabajo similares incluyen:  director de personal, Jefe de Personal, Vicepresidente Ejecutivo de Recursos Humanos y Vicepresidente Senior de Recursos Humanos. Los roles y responsabilidades de un CHRO se pueden clasificar de la siguiente manera: (1) el estratega de la fuerza de trabajo, (2) conductor de la organización y su funcionamiento, (3) propietario de los servicios de recursos humanos, y (4) regulador del gobierno corporativo. CHROs también pueden estar involucrados en la selección de los miembros del consejo y orientación, compensación ejecutiva, y la planificación de la sucesión. Además, las funciones como las comunicaciones, instalaciones, relaciones públicas y áreas relacionadas pueden entrar en el ámbito de la función de un CHRO. Cada vez más, los CHRO depende directamente del director general y son miembros de los comités con mayor nivel de la empresa (por ejemplo, el comité ejecutivo o la oficina del CEO).

## Evolución de la profesión
El papel del Jefe o Director de Recursos Humanos ha evolucionado rápidamente para satisfacer las necesidades de capital humano de las organizaciones que operan a través de múltiples entornos regulatorios y laborales. Mientras los CHROs administraban las operaciones de trabajo en tan sólo uno o dos países, hoy en día muchos supervisan complejas redes de empleados en más de un continente y ponen en práctica estrategias de desarrollo laboral en una escala global. Los gerentes en Recursos Humanos son especialmente importantes para ayudar a las empresas a solucionar los problemas del personal asociados con la expansión en los mercados emergentes, y en el desarrollo de políticas de trabajo para adaptarse a las diferentes regiones del mundo.
El papel estratégico de los CHRO también se ha expandido como fuerza de trabajo ya que se componen cada vez más del conocimiento de los trabajadores, y las compañías exigen mejores sistemas para competir por trabajadores altamente calificados que hoy en día son escasos. En lugar de centrarse exclusivamente en cuestiones de personal y la prestación de servicios, los CHROs deben concentrarse en crear fuertes conductos de talento tanto para mejorar la toma de decisiones de la organización como para asegurar el crecimiento a futuro. Estos cambios en el panorama de los negocios han requerido que los CHROs aumenten el enfoque en el talento, capacidad y cultura de la empresa.

## Responsabilidades
De acuerdo con una encuesta anual realizada en los últimos seis años por
el grupo industrial más grande de directores de Recursos Humanos, la Asociación
de Política de Recursos Humanos en los Estados Unidos, las principales preocupaciones de los CHRO a largo de los años caen aproximadamente en tres
grandes categorías: el talento, la capacidad y la cultura.

### Talento
La gestión del talento incluye la construcción de la calidad y la profundidad de talento, incluyendo un enfoque en la sucesión y el desarrollo del liderazgo. En otra encuesta de más de 200 CHROs en Estados Unidos y Europa, el profesor Patrick Wright en la Universidad de Carolina del Sur  encontró que casi todos los participantes citaron 'talento 'como la
máxima prioridad en la agenda de su director general de Recursos Humanos.
Basándose en la estrategia de negocio, metas y objetivos de la empresa, la función de recursos humanos ayudará a asegurar un conducto de talento que cumpla con sus objetivos de rendimiento y de crecimiento. Esto requiere que el volumen de negocios se gestione con eficacia, que haya un amplio margen de los posibles candidatos externos que puedan cubrir vacantes, y que los programas establecidos desarrollen la banca interna de talento para ocupar puestos sucesivamente más amplios y
responsables. Además, la función de recursos humanos debe contribuir a que la empresa conserve el alto rendimiento y el alto talento a través de la adecuada
gestión de capacitación y oportunidades de desarrollo, asesoramiento, coaching y la asignación de recompensas.
El enfoque en el talento incluye reclutamiento, contratación, capacitación, desarrollo de las capacidades, junto con la integración, evaluación, motivación y retención de talento calificado a través de la corporación. También incluye gestión y desarrollo de ejecutivos, así como la planificación de la sucesión. El CHRO es el recurso clave en el trabajo junto con el CEO y la sucesión de la alta dirección. Las empresas son muy selectivas en la contratación, invierten en el desarrollo de todos los empleados, y de manera desproporcionada invierten en los empleados que tienen alto rendimiento con puestos de alto impacto.

### Capacidades
La gestión de las capacidades empresariales incluye hacer frente a los rápidos cambios en la tecnología, la globalización y el contexto externo cada vez más complejo de las regulaciones gubernamentales y políticas públicas (remuneración de los ejecutivos, la atención de salud, programas de jubilación, salud y seguridad, etc., que afectan las relaciones sindicales y de los trabajadores).
Las capacidades clave requeridas varían según la empresa basada en la estrategia de negocio y el entorno global competitivo. La adaptación a las nuevas tecnologías y fuentes de información son esenciales para el éxito de todas las empresas. Otras capacidades de la función de Recursos Humanos es ayudar a la empresa a desarrollar: la gestión del contexto externo, gestión de una fuerza de trabajo multi-generacional, adaptación al cambio, y funcionar con eficacia en las diferentes culturas y estructuras empresariales.

### Cultura
Las cuestiones culturales incluyen el cambio organizacional, agilidad, redes sociales, ética, valores, innovación, orientación al cliente, compromiso de los empleados, diversidad, inclusión, y el multiculturalismo.
La función de recursos humanos tiene un papel de liderazgo pues contribuye en dar forma a la cultura de la empresa. Asegurar que los valores de la empresa son comunicados y comprendidos a todos los niveles, proporcionando claridad en cuanto al comportamiento que se espera de todos los empleados y el desarrollo de una cultura de alto desempeño son aspectos importantes de la función que lleva un CHRO. Cuando la conducta de un empleado es incompatible con los valores de la empresa, los encargados de recursos humanos son responsables de asegurar que este tipo de situaciones sean tratadas de manera equitativa. La función de Recursos Humanos también ayuda a la organización a establecer y mantener altos niveles de participación y compromiso de los empleados.
Cada vez más, las empresas están confiando en los socios externos, así como en sociedades fusionadas y adquiridas como fuentes de innovación, las capacidades y el crecimiento. El establecimiento de una cultura que apoya este tipo de asociaciones externas es un área donde la función de recursos humanos juega un papel bastante importante.
Resumiendo los resultados de un estudio reciente de los líderes de Recursos Humanos, Randy MacDonald, directivo del área de recursos humanos en IBM, indicó que tres ámbitos clave del personal con mayores oportunidades en recursos humanos incluyen:
- Desarrollo de líderes creativos - que puedan llevar ágilmente entornos globales complejos
- Movilización para una mayor velocidad y flexibilidad - la producción significativamente mayor puede ajustar los costes subyacentes y las formas más rápidas de asignar talento
- Aprovechar la inteligencia colectiva - a través de la colaboración más eficaz entre los equipos globales.[13]

## En camino a ser un CHRO
El CHRO es el mayor puesto en Recursos Humanos, pero pocas personas logran tener este papel trabajando exclusivamente en Recursos Humanos. En una encuesta realizada en 2011 a los principales líderes de Recursos Humanos, aproximadamente dos tercios de CHROs indicaron que trabajaban fuera de Recursos Humanos en algún momento de su carrera. También hay un movimiento significativo entre las empresas pues sólo el 36% de los directivos estadounidenses han logrado su posición por promoción interna. En cuanto a la experiencia de recursos humanos, una encuesta indicó que el área más común de la experiencia funcional para CHROs es la gestión del talento; la siguiente experiencia más común es la compensación y beneficios, seguido de la cultura organizacional. Jefes actuales de Recursos Humanos han tenido una mayor experiencia funcional en esta área que sus jefes anteriores y son más propensos a tener mayores experiencias laborales que CHROs pasados.

## Como un CHRO describe su trabajo
Dos libros recientemente publicados sobre la profesión CHRO, Los Maestros Talento: Por qué los líderes inteligentes ponen a las personas antes que los números escrito por Bill Conaty y Ram Charan; y Jefe de Recursos Humanos, Definiendo el papel de estos líderes por Pat Wright, ofrecen una visión única desde la perspectiva de sus practicantes.
La principal prioridad para los CHROs es la gestión del talento. En el libro Jefe de Recursos Humanos, Definiendo el papel de estos líderes, Eva Sage-Gavin, enfatiza que"... al final del día, usted y su equipo son los expertos en la gestión del talento y debe ser capaz de comprender e identificar el bien y el gran talento... identificar posiciones críticas, los grandes atributos necesarios para llenarlos, y dando prioridad a las estrategias de reclutamiento en consecuencia fue la clave del éxito, a pesar de estar trabajando con ingenieros, y diseñadores de ropa." Kevin Cox, CHRO de American Express, sostiene que "grandes CHROs y grandes CEOs entienden que el talento debe ser desarrollado con ciertas reflexiones pero no de maneras incrementales. Lograr el equilibrio correcto entre "estirar" y "sobrepasar el nivel del jefe" no es fácil, pero es vital para lograr el éxito en las estrategias de talento a nivel mundial."
El CHRO ayuda a la organización a construir ventajas competitivas a través de la selección y desarrollo de los mejores talentos que poseen capacidades adecuadas y ayuden a diferenciar la compañía de los competidores. Conaty y Charan enfatizan este punto en "Talento de grandes" señalando que "Solo un competidor se mantiene. Es la capacidad de crear una constante autorrenovación de líderes. El dinero es sólo una mercancía. No podemos poner un ejemplo mejor que Ron Nersesian, el jefe de Agilent Tech Agilent Technologies’ Electronic Measurement Group: "El desarrollo de talento de las personas es la totalidad de la compañía al final del día. Nuestros productos son todos de tiempo perecedero. Lo único que se mantiene es el aprendizaje institucional y el desarrollo de las habilidades y las capacidades que tenemos en nuestro pueblo'".
Otros CHROs líderes enfatizan aspectos adicionales de liderazgo de Recursos Humanos, tales como la obtención de resultados con un equipo global - un gran desafío identificado por Hugh Mitchell, CHRO de Royal Dutch Shell – y desarrollar y comunicar una propuesta de valor de los empleados que diferenciará a la empresa en sus esfuerzos para atraer y retener el calibre del talento necesario para alcanzar sus objetivos de negocio, como subraya Michael Davis, CHRO de General Mills.